# Bradner

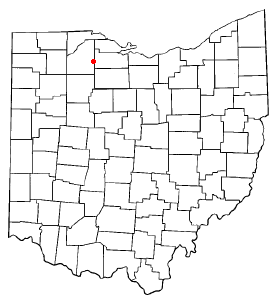
Bradner na planie stanu Ohio

Bradner – wieś w USA, w stanie Ohio, w hrabstwie Wood. Aktualnie (2014) burmistrzem miejscowości jest  Virgil Shull Jr.
W roku 2010, 25,4% mieszkańców było w wieku poniżej 18 lat, 8,6% było w wieku od 18 do 24 lat, 29,7% miało od 25 do 44 lat, 24,7% mało od 45 do 64 lat, a 11,6% było w wieku 65 lat lub starszych. We wsi było 50,7% mężczyzn i 49,3% kobiet.
Liczba mieszkańców w 2010 roku wynosiła 985, a w 2012 wynosiła 998.